# Giacomo Boni (arqueólogo)
Giacomo Boni (25 de abril de 1859 – 10 de julho de 1925) foi um arqueólogo italiano, especialista em Arquitetura da Roma Antiga.

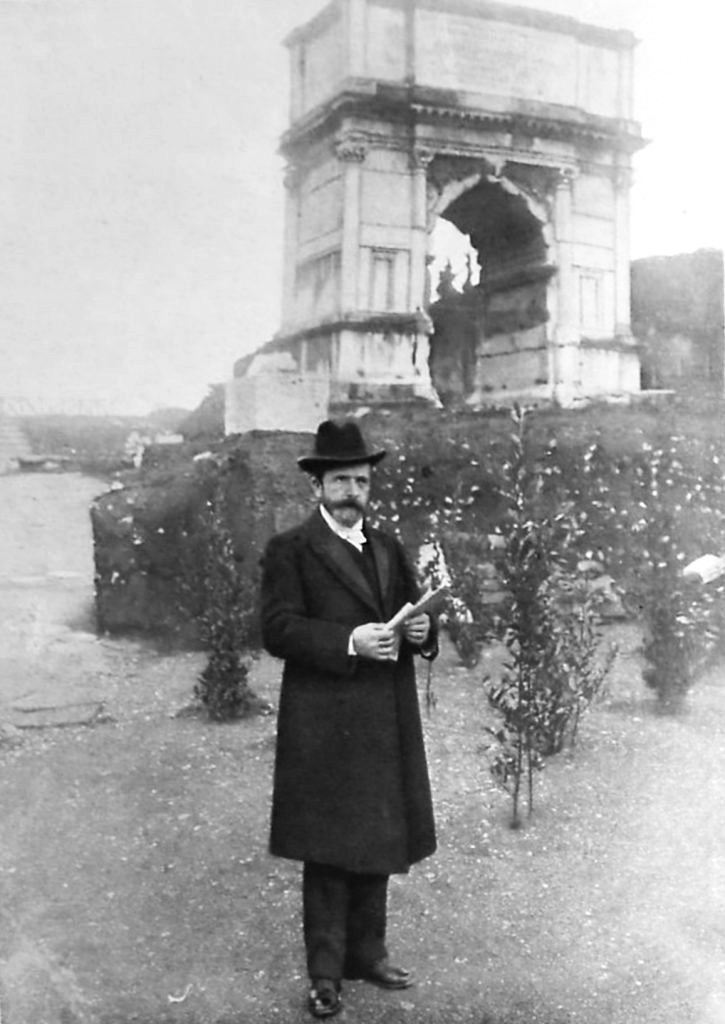
Giacomo Boni

Nascido em Veneza, Boni estudou arquitetura na Academia de Belas Artes de Veneza e depois se dedicou a extensas e importantes escavações no Fórum romano, em Roma. Seu trabalho inicial como arquiteto em Veneza o envolveu na restauração do Palácio do Doge, quando demonstrou grande habilidade técnica.
Em Veneza, durante os anos 1880, conheceu o historiador escocês Horatio Brown, que se tornou seu colega na paixão por antiguidades..
Foi para Roma em 1888, onde, uma década depois, foi nomeado diretor das escavações do Fórum romano pelo Ministro della Pubblica Istruzione, G. Baccelli. Boni dirigiu as escavações no Fórum entre 1898 e 1925, quando faleceu. Ele tinha grande interesse na estratigrafia do Fórum, fornecendo um grande avanço no desenvolvimento da arqueologia romana.
Suas escavações levaram a importantes descobertas, incluindo a necrópole da Idade do Ferro ao lado do Templo de Antonino e Faustina, o Lápis Níger, a Régia, o Fórum de César, os Hórreos de Agripa, o Altar de Vesta e outros monumentos. Em 1907, Boni também trabalhou no sopé do monte Palatino, onde descobriu o mundo, ou poço, de Ceres, um complexo de túneis que levava à Casa dos Grifos, a Sala de Ísis (Aula Isiaca), as Termas de Tibério e a base de uma cabana primitiva embaixo das fundações da Casa Flávia.
As escavações foram interrompidas pela irrupção da I Guerra Mundial, na qual ele participou como soldado. Voltou às atividades como arqueólogo em 1916, e, em 1923 foi eleito senador, tendo aderido ao fascismo.
Durante o período em que trabalhou no Palatino, Boni morou no aviário dos Jardins Farnésio, entre 1907 e 1925. Boni procurou reconstruir o jardim como uma cópia de um jardim romano tradicional, ou viridário, onde hoje se encontra seu túmulo.

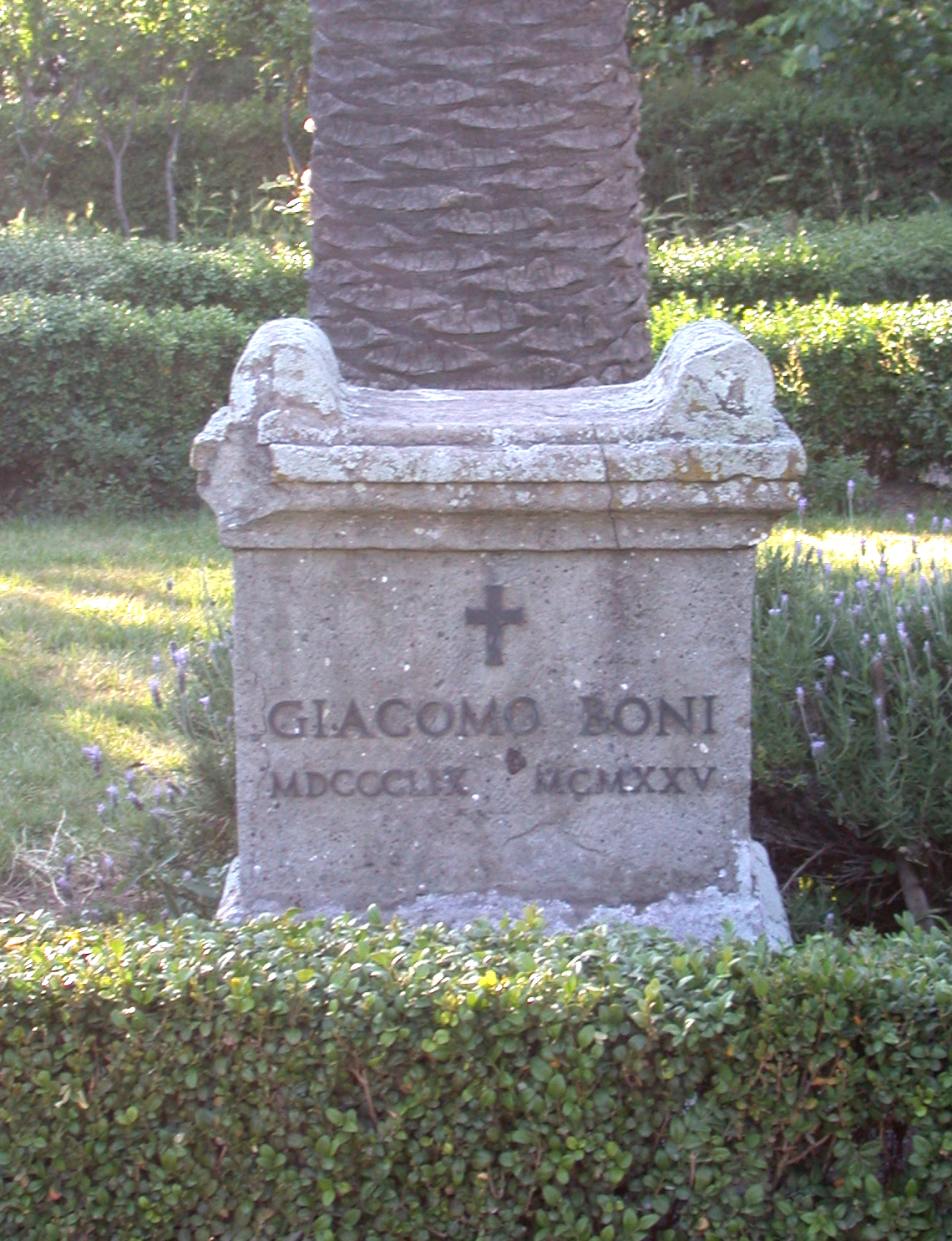
Túmulo de Giacomo Boni nos Jardins Farnésio, no Palatino.